# Liste der Biografien/Ked
Liste der Biografien |
Portal Biografien |
Personensuche
# |
A |
B |
C |
D |
E |
F |
G |
H |
I |
J |
K |
L |
M |
N |
O |
P |
Q |
R |
S |
T |
U |
V |
W |
X |
Y |
Z |
?
 
Ka |
Kb |
Kc |
Kd |
Ke |
Kf |
Kg |
Kh |
Ki |
Kj |
Kl |
Km |
Kn |
Ko |
Kp |
Kr |
Ks |
Kt |
Ku |
Kv |
Kw |
Ky |
Kx |
Kz
 
Kea |
Keb |
Kec |
Ked |
Kee |
Kef |
Keg |
Keh |
Kei |
Kej |
Kek |
Kel |
Kem |
Ken |
Keo |
Kep |
Ker |
Kes |
Ket |
Keu |
Kev |
Kew |
Kex |
Key |
Kez
Die Liste der Biografien führt alle Personen auf, die in der deutschsprachigen Wikipedia einen Artikel haben. Dieses ist eine Teilliste mit 55 Einträgen von Personen, deren Namen mit den Buchstaben „Ked“ beginnt.

## Ked

### Keda
- Kedar, Benjamin Z. (* 1938), israelischer Historiker
- Kedar, Dvora (1924–2023), israelische Schauspielerin
- Kedar, Veronica (* 1984), israelische Regisseurin, Drehbuchautorin
- Kedar-Kopfstein, Benjamin (1923–2013), israelischer Philologe

### Kedd
- Kedd, Jodocus (1597–1657), deutscher Jesuit und Kontroverstheologe
- Keddar, Salim (* 1993), algerischer Leichtathlet
- Keddi, Herbert (1937–2000), deutscher Politiker (SED), Minister für Verkehrswesen der DDR
- Keddie, Nikki (* 1975), kanadische Biathletin
- Keddigkeit, Jürgen (* 1946), deutscher Historiker
- Keddou, Djamel (1952–2011), algerischer Fußballspieler und -trainer
- Keddy, Jennifer Brooke (* 1991), US-amerikanische Volleyballspielerin

### Kede
- Kedelv, Paul (1917–1990), schwedischer Glaskünstler
- Kedem, Ora (* 1924), israelische Chemikerin
- Kedenburg, Claus-Peter (1935–2016), deutscher Tiermediziner, Pharmazeut und Politiker (MdHB)
- Keders, Johannes (* 1954), deutscher Richter
- Kedez, Koulizh (* 1947), bretonischer Schriftsteller

### Kedh
- Kedhammar, Julia (* 2000), schwedische Sängerin

### Kedi
- Kedia, Michael (1902–1954), georgischer Exilpolitiker, Fabrikant in Paris
- Kedigui, Hillaire (* 1985), tschadischer Fußballspieler
- Kedikilwe, Ponatshego (* 1938), botswanischer Politiker
- Keding, Anne-Marie (* 1966), deutsche Politikerin (CDU), Ministerin für Justiz und Gleichstellung in Sachsen-AnhaltAnne-Marie Keding (* 1966)

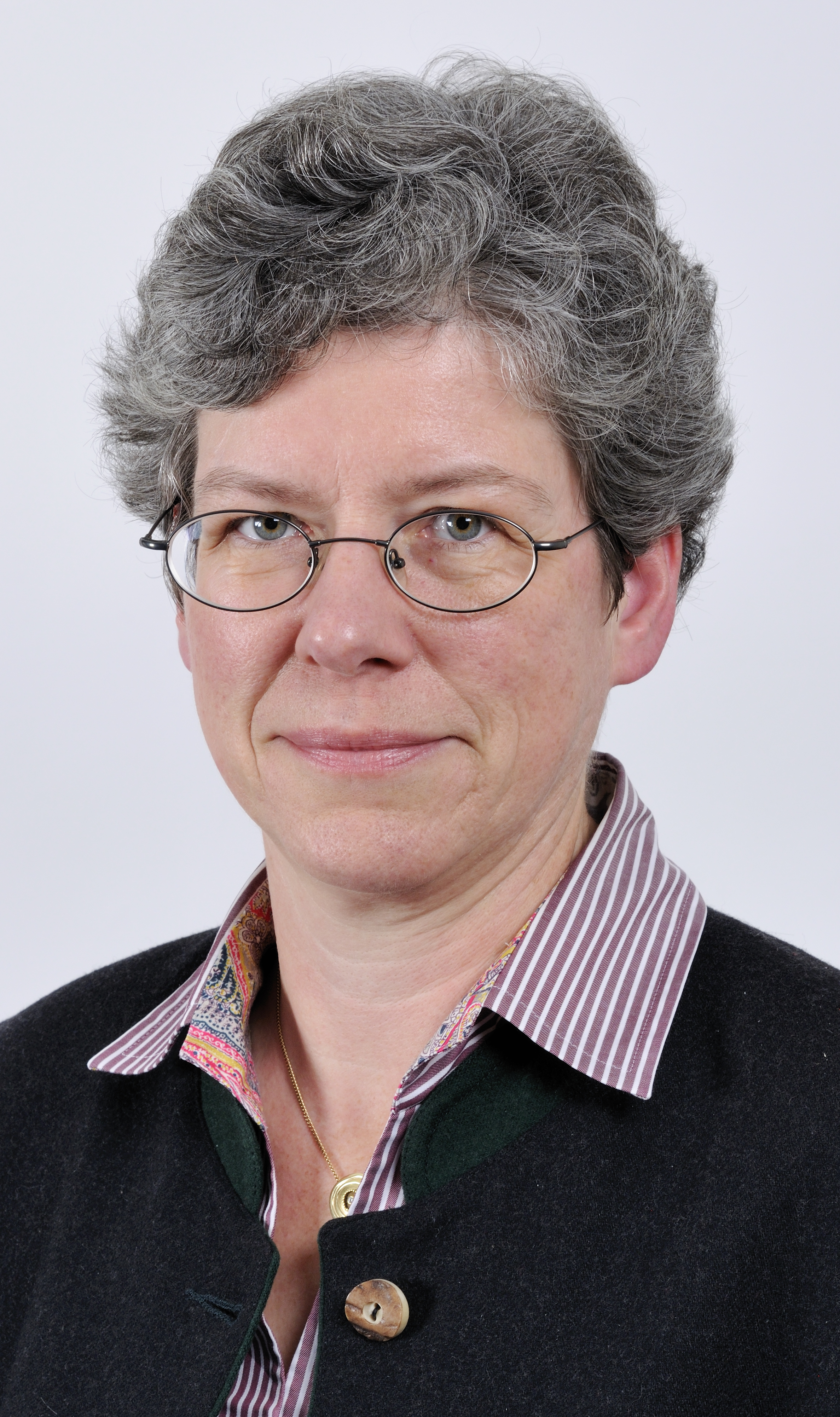
Anne-Marie Keding (* 1966)

- Keding, Micha (* 1976), deutscher Jazz- und Kirchenmusiker
- Keding, Paul (1877–1943), Mitglied des Provinziallandtages der Provinz Hessen-Nassau
- Keding, Reinhard (* 1948), deutscher Geistlicher und ehemaliger namibischer Bischof
- Kedir, Haile Micael (* 1944), äthiopischer Radrennfahrer
- Kedir, Mohamed (* 1954), äthiopischer Langstreckenläufer
- Kedir, Seada (* 1988), äthiopische Marathonläuferin

### Kedk
- Kedkong, Tawan (* 1995), thailändisches Model

### Kedl
- Kedl, Eugen (1933–2008), kanadischer Fotograf
- Kedl, Rudolf (1928–1991), österreichischer Bildhauer
- Kedl, Talos (* 1967), österreichischer Künstler, Schwerpunkt Bildhauerei
- Kedlaya, Kiran (* 1974), US-amerikanischer Mathematiker

### Kedo
- Kedourie, Elie (1926–1992), britischer unorthodoxer Orientalist

### Kedr
- Kędra, Władysław (1918–1968), polnischer Pianist und Musikpädagoge
- Kedren, Kittinupong (* 1996), thailändischer Badmintonspieler
- Kedrenos, Georgios, byzantinischer Historiker
- Kedrin, Dmitri Borissowitsch (1907–1945), ukrainisch-russischer Journalist und Dichter
- Kedrin, Maxim Nikolajewitsch (* 1982), russischer Skirennläufer
- Kedrina, Anastassija Nikolajewna (* 1992), russische Skirennläuferin
- Kedrjuk, Alexei (* 1980), kasachischer Tennisspieler
- Kedron († 106), Bischof von Alexandria, Heiliger
- Kedrow, Bonifati Michailowitsch (1903–1985), russischer Philosoph und Wissenschaftshistoriker
- Kedrow, Konstantin Alexandrowitsch (1942–2025), russischer Dichter, Philosoph und Literaturkritiker
- Kedrow, Michail Sergejewitsch (1878–1941), sowjetischer Politiker und Tschekist
- Kedrowa, Lilja (1909–2000), russische SchauspielerinLilja Kedrowa (1909–2000)

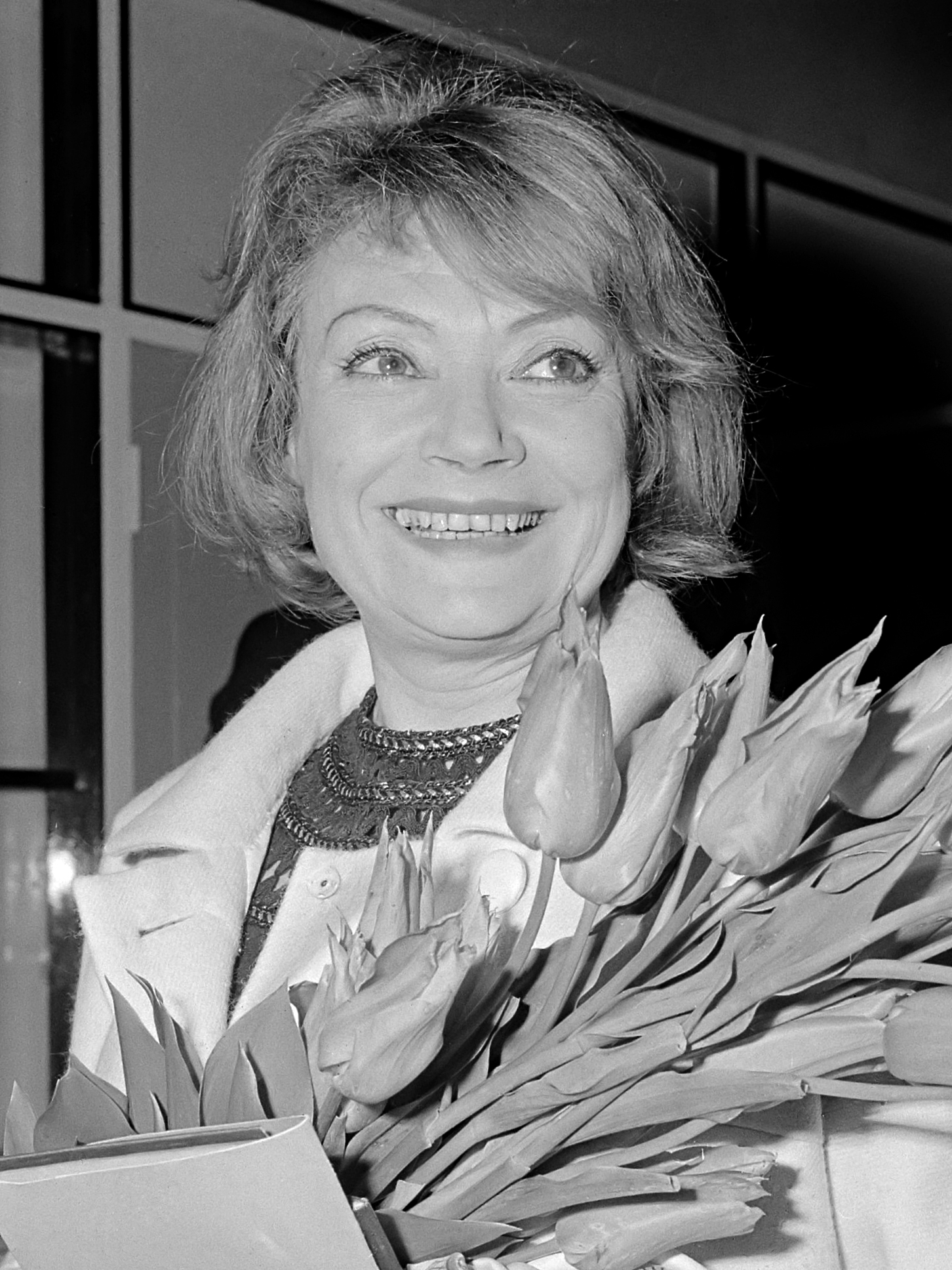
Lilja Kedrowa (1909–2000)

### Keds
- Kedsjarau, Aljaksandr (* 1947), sowjetischer Sportschütze

### Kedu
- Keduk, Kiryl (* 1987), belarussischer Pianist
- Kedus Harbe, Negus Negest (Kaiser) von Äthiopien

### Kedy
- Kedys, Drąsius (1972–2010), mutmaßlicher litauischer Doppelmörder

### Kedz
- Kędzia, Piotr (* 1984), polnischer Sprinter
- Kedzierski, Johanna (* 1984), deutsche Leichtathletin
- Kędziora, Stanisław (1934–2017), polnischer Geistlicher und Dogmatiker, römisch-katholischer Bischof
- Kędziora, Tomasz (* 1994), polnischer Fußballspieler
- Kedžo, Damir (* 1987), kroatischer Sänger
- Kedžo, Nikola (* 1988), kroatischer Handballspieler